# 미나미코쿠라역
미나미고쿠라역(일본어: 南小倉駅)은 일본 후쿠오카현 기타큐슈시 고쿠라기타구에 위치한 규슈 여객철도 소속 철도역이며, 닛포 본선의 정차역이다. 조노역으로부터 닛포본선의 노선을 연장으로 인해, 히타히코산 선의 열차 이용이 가능해졌으며, 닛포 본선의 쾌속 열차는 모두 정차한다. 단, 히타히코산 선 열차의 경우 쾌속 열차는 정차하지 않는다.

## 타는 곳
| 1 | ■ 닛포 본선     | (하행) | 조노 · 유쿠하시 · 오이타 방면      |
| 1 | ■ 히타히코산 선 |        | 다가와고토지·히타 방면             |
| 2 | ■ 닛포 본선     | (상행) | 고쿠라 · 모지 항 · 시모노세키 방면 |

## 인접 역
| 닛포 본선 (히타히코산 선)포함 | 닛포 본선 (히타히코산 선)포함 | 닛포 본선 (히타히코산 선)포함 |
| ----------------------------- | ----------------------------- | ----------------------------- |
| 니시고쿠라 고쿠라 방면        | ■ 쾌속 · 보통                 | 조노 가고시마 중앙 방면       |